# جی.بی. جونز
جی. بی. جونز (انگلیسی: G. B. Jones؛ زاده ۱۹۶۵ میلادی) موسیقی‌دان، خواننده، هنرمند و فیلم‌ساز اهل کانادا است.
از فیلم‌ها یا مجموعه‌های تلویزیونی که وی در آن‌ها نقش داشته‌است، می‌توان به «بُرد» (۲۰۰۵) اشاره نمود.